# Cleverman
Cleverman, es un drama australiano-neozelandés-estadounidense estrenado el 1 de junio del 2016 por medio de las cadenas ABC en Australia y en SundanceTV en los Estados Unidos. La serie está basada en el concepto original de Ryan Griffen.
La serie ha contado con la participación de los actores invitados Miranda Tapsell, Rahel Romahn, Rachael Coopes, entre otros...
El 2 de junio de 2016 se anunció que la serie había sido renovada para una segunda temporada, la cual fue estrenada el 28 de junio de 2017.

## Historia
La serie sigue varias historias de los aborígenes en el contexto moderno, donde reflexiona sobre el racismo, las solicitudes de asilo y la protección de las fronteras. La historia central gira en Koen West y Waruu West, dos hermanos indígenas distanciados que se ven obligado a unirse para luchar por su propia supervivencia cuando a Koen se le asigna el manto de "Cleverman".

## Personajes

### Personajes principales
| Actor               | Personaje              | Trabajo              | No. de Episodios | Temporada       |
| ------------------- | ---------------------- | -------------------- | ---------------- | --------------- |
| Hunter Page-Lochard | Koen West              | Dueño de "The Couch" | 12               | 2016 - presente |
| Rob Collins         | Waruu West             | -                    | 12               | 2016 - presente |
| Iain Glen           | Jarrod Slade           | -                    | 12               | 2016 - presente |
| Frances O'Connor    | Charlotte Cleary-Slade | Doctora              | 12               | 2016 - presente |
| Deborah Mailman     | Tía Linda              | -                    | 12               | 2016 - presente |
| Tasma Walton        | Araluen                | Empleada del Burdel  | 12               | 2016 - presente |
| Rarriwuy Hick       | Latani                 | -                    | 12               | 2016 - presente |
| Jada Alberts        | Nerida West            | -                    | 11               | 2016 - presente |
| Tony Briggs         | Boondee                | -                    | 8                | 2016 - presente |
| Rachael Blake       | Marion Frith           | -                    | 6                | 2017 - presente |
| Clarence Ryan       | Jarli                  | -                    | 6                | 2017 - presente |
| Taylor Ferguson     | Audie                  | -                    | 5                | 2017 - presente |

### Personajes recurrentes
| Actor               | Personaje      | Ocupación                           | Episodios | Duración        |
| ------------------- | -------------- | ----------------------------------- | --------- | --------------- |
| Tamala Shelton      | Alinta West    | -                                   | 12        | 2016 - presente |
| Marcus Graham       | McIntyre       | Director de "Containment Authority" | 11        | 2016 - presente |
| Isaac Drandic       | Harry          | -                                   | 9         | 2016 - presente |
| Kamil Ellis         | Mungo          | -                                   | 8         | 2016 - presente |
| Tessa Rose          | Yani           | -                                   | 6         | 2017 - presente |
| Aileen Huynh        | Everick        | Doctora                             | 5         | 2016 - presente |
| Mark Leonard Winter | Bill Hendricks | -                                   | 5         | 2017 - presente |
| Sarah Armanious     | Lucia          | -                                   | 5         | 2017 - presente |

### Antiguos personajes principales
| Actor        | Personaje   | Ocupación | Episodios | Duración    | Estado |
| ------------ | ----------- | --------- | --------- | ----------- | ------ |
| Tyson Towney | Djukara     | -         | 7         | 2016 - 2017 | -      |
| Ryan Corr    | Blair Finch | -         | 6         | 2016        | -      |
| Steff Dawson | Ash Kerry   | -         | 4         | 2016        | Muerta |

### Antiguos personajes recurrentes
| Actor                | Personaje       | Ocupación                  | Episodios | Duración | Estado |
| -------------------- | --------------- | -------------------------- | --------- | -------- | ------ |
| Andrew McFarlane     | Geoff Matthews  | Político                   | 6         | 2016     | -      |
| Jack Charles         | Tío Jimmy West  | -                          | 6         | 2016     | Muerto |
| Alexis Lane          | Kora            | -                          | 6         | 2016     | -      |
| Waverley Stanley Jr. | Kulya           | -                          | 6         | 2016     | -      |
| Trevor Jamieson      | Tío Max         | Dueño del Gimansio         | 5         | 2016     | -      |
| Adam Briggs          | Maliyan         | -                          | 5         | 2016     | Muerto |
| Jeremy Ambrum        | Jake            | -                          | 5         | 2016     | -      |
| Benson Jack Anthony  | Gub             | -                          | 5         | 2016     | -      |
| Rhondda Findleton    | Frankie         | Madam del Burdel           | 5         | 2016     | -      |
| Nancy Denis          | Eve             | Enfermera                  | 5         | 2016     | -      |
| Leeanna Walsman      | Belinda Frosche | Reportera del "Channel 8"  | 4         | 2016     | -      |
| Mansoor Noor         | "McIntyre 2IC"  | -                          | 4         | 2016     | -      |
| Josh McConville      | Dickson         | -                          | 3         | 2016     | -      |
| Katie Wall           | Rowena          | Adicta                     | 3         | 2016     | -      |
| Lynette Curran       | Virgil          | -                          | 2         | 2016     | -      |
| Val Weldon           | Jyra            | -                          | 2         | 2016     | -      |
| Robyn Nevin          | Jane O'Grady    | Presentadora de Televisión | 1         | 2016     | -      |
| Miranda Tapsell      | Lena            | -                          | 1         | 2016     | -      |
| Rahel Romahn         | Ludo            | -                          | 1         | 2016     | -      |
| Sam Parsonson        | Taki            | -                          | 1         | 2016     | -      |

## Episodios
La primera temporada de la serie está conformada por 6 episodios.

## Premios y nominaciones
| Año  | Categoría                             | Premio      | Nominado (os)                         | Resultado |
| ---- | ------------------------------------- | ----------- | ------------------------------------- | --------- |
| 2018 | Most Popular Actress                  | Logie Award | Deborah Mailman                       | Nominada  |
| 2016 | Best Hair And Makeup                  | AACTA Award | Kath Brown                            | Ganó      |
| 2016 | Best Television Miniseries - Original | AWGIE Award | Michael Miller, Jane Allen y Jon Bell | pendiente |

## Producción
La serie es dirigida por Wayne Blair y Leah Purcell, cuenta con los escritores Michael Miller, Jon Bell y Jane Allen.
También cuenta con la participación de los productores ejecutivos Sally Riley, Kylie du Fresne, Ben Grant, Martin Baynton, Adam Fratto, Jan David Frouman y Amelie Kienlin y con las compañías productoras "Goalpost Pictures", "Pukeko Pictures", "Red Arrow International", "Sundance Studios" y "ABC TV".
El 3 de junio del 2016 se anunció que la serie había sido renovada para una segunda temporada.

### Emisión en otros países
| País           | Cadenas/Canal | Fecha de Inicio | Fecha de Finalización |
| -------------- | ------------- | --------------- | --------------------- |
| Estados Unidos | SundanceTV    | 2016            | -                     |